# یواس‌اس تتونکا (ای‌اوجی-۴۱)
یواس‌اس تتونکا (ای‌اوجی-۴۱) (به انگلیسی: USS Tetonkaha (AOG-41)) یک کشتی بود که طول آن 220 ft 6 in بود. این کشتی در سال ۱۹۴۴ ساخته شد.